# Ferniehirst Castle

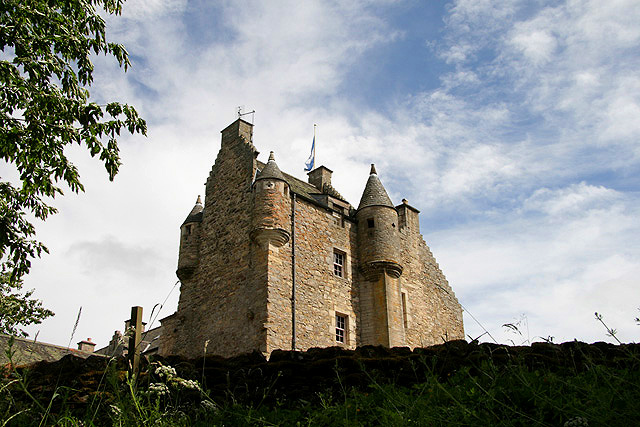
Ferniehirst Castle

Ferniehirst Castle, auch Ferniehurst Castle, ist ein Herrenhaus nahe der schottischen Kleinstadt Jedburgh in der Council Area Scottish Borders. 1971 wurde das Bauwerk in die schottischen Denkmallisten in der höchsten Denkmalkategorie A aufgenommen. Des Weiteren bildet es zusammen mit dem heutigen Besucherzentrum ein Denkmalensemble der Kategorie A. Das Besucherzentrum ist außerdem eigenständig als Kategorie-A-Denkmal geschützt.

## Geschichte
Im Laufe des 13. und 14. Jahrhunderts gewann der Clan Kerr durch Heirat an Bedeutung. Als Gefolgsleute von George Douglas, 4. Earl of Angus erhielten sie im Jahre 1457 weite Teile des oberen Tals von Jed Forest zugesprochen, zu denen auch Ferniehirst gehört. Um 1490 erbauten sie am Standort einen Wehrturm. Dieser wurde 1523 geschleift, jedoch wieder aufgebaut. 1549 besetzten französische Truppen das Gebäude, bevor englische Truppen es im Jahre 1570 niederbrannten. Obschon eine Ruine, war der Ferniehirst Tower trotzdem bewohnt. Da der Clan Kerr zu den Unterstützern von Francis Stewart, 5. Earl of Bothwell zählte, ließ der schottische König Jakob VI. den ruinösen Wehrbau 1593 endgültig abbrechen.
Unter Verwendung erhaltener Fundamente und Kellergewölbe begann der Clan Kerr mit dem Bau des heutigen Ferniehirst Castle. Die Arbeiten waren 1598 zunächst abgeschlossen und Ferniehirst diente als Sitz der regionalen Lairds aus dem Clan Kerr. Im Laufe der Jahrhunderte wurden in mehreren Bauphasen substantielle Veränderungen und Erweiterungen vorgenommen. Nachdem sich Ferniehirst Castle nach längerem Leerstand im frühen 20. Jahrhundert in ruinösem Zustand befand, wurde es in den 1930er Jahren restauriert und ab 1934 als Jugendherberge genutzt. Zu Zeiten des Zweiten Weltkriegs wurde es zur Unterbringung von Truppen herangezogen. Nach Ende des Pachtvertrags mit der schottischen Jugendherbergsvereinigung wurde Ferniehirst Castle 1986 für Besucher geöffnet. Es ist Sitz des Clans Kerr.

## Besucherzentrum

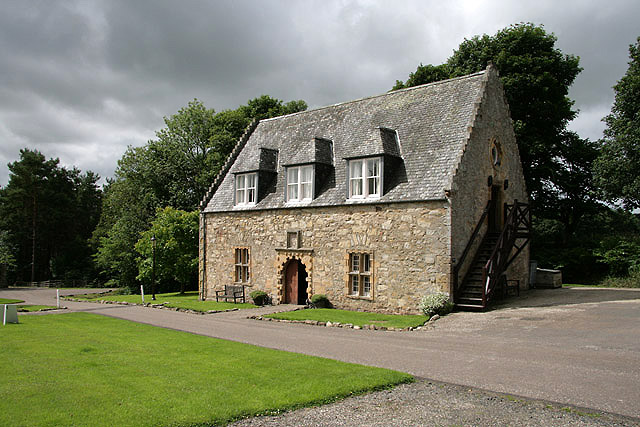
Besucherzentrum

Das heutige Besucherzentrum wurde im Laufe des 17. Jahrhunderts als Kapelle errichtet. Der längliche Bruchsteinbau weist stilistische Details der Renaissancearchitektur auf. Die südexponierte Frontseite ist drei Achsen weit. Oberhalb des mittigen Rundbogenportals ist eine Wappenplatte der Lords Jedburgh eingelassen. Die flankierenden Sprossenfenster sind mit steinernen Fensterkreuzen gearbeitet. Aus dem abschließenden, schiefergedeckten Satteldach treten drei Walmdachgauben heraus. Die Giebelseiten sind als Staffelgiebel gearbeitet.